# Supreme Commander: Forged Alliance
Supreme Commander: Forged Alliance — самостійне доповнення до відеогри жанру стратегії в реальному часі Supreme Commander. Розроблене Gas Powered Games і видане THQ, воно вийшло у жовтні 2007 року.
Доповнення вносить зміни в ігровий процес, зокрема вводить нову фракцію — Серафимів. Сюжет є прямим продовженням оригінальної гри та розповідає про вторгнення Серафимів. Для протистояння загарбникам колишні ворогуючі фракції людства об'єднуються в альянс.

## Ігровий процес

### Нововведення
Гра має ту ж механіку, що й оригінал, але з доповненнями і виправленнями. Інтерфейс став більш лаконічним і напівпрозорим. До доступних раніше трьох фракцій додалася фракція Серафимів. Загалом було додано 110 нових одиниць, включаючи війська та споруди, серед яких орбітальна зброя. Список карт для багатокористувацької гри поповнився новими картами.
Зміни торкнулися і балансу. Так, у багатокристувацьких сутичках з'явилася змога заборонити певні види озброєнь, а зброя масового ураження стала більш затратною і тривалою в підготовці. Штучний інтелект отримав здатність пристосовуватися до дій гравця, створюючи власні тактики.
Кампанія налічує 6 місій, на картах яких поступово відкриваються нові зони. Проходити кампанію гравець може за будь-яку із трьох фракцій оригінальної гри. Серафими виступають противниками і зіграти за них дається лише в багатокористувацькій грі або одиночній сутичці.

### Фракція Серафимів
Серафими (англ. Seraphim) — це розумні істоти (імовірно гуманоїди, але їхній справжній вигляд ніде не показується), що розивалися 20000 років і оволоділи високими технологіями, однак були винищені людьми, будучи обмеженими своєю філософією ненасилля. Частина Серафимів зуміла евакуюватися до Квантового виміру, виношуючи план помсти. Вчення Серафимів під назвою Шлях (англ. The Way) забороняє вбивати мислячих істот. Проте деякі їхні людські послідовники, Еон, на свій лад трактують вчення задля геноциду іновірців. Самі ж Серафими використовують для війни тих, хто відрікся від Шляху. Їхні воїни фактично є вигнанцями із суспільства, спрямованими на беземоційне виконання наказів. Як і люди, вони послуговуються Броньованими Командними Юнітами, які керують військовими базами й роботизованими арміями. Їм притаманні плавні форми в дизайні техніки та асиметричність, майже всі бойові одиниці пересуваються шляхом левітації. Війська наділені великим запасом міцності й скорострільністю, але кожна окрема атака доволі слабка. Вони можуть виконувати різноманітні завдання, тоді як у решти фракцій кожен юніт орієнтований або на напад, або оборону чи підтримку. БКО Серафимів запасом міцності поступається тільки аналогу в ОФЗ, а силою зброї та кількістю вдосконалень перевершує всі фракції.

## Сюжет

### Передісторія
Після застосування Федерацією планет установки «Чорне Сонце» для здобуття переваги у війні виник розлом в просторі, яким скористалися Серафими, що раніше покинули галактику через агресію людей. Вони розширюють розлом, одночасно проводячи масовану військову кампанію проти населення галактики. В ході вторгнення президент Федерації і велика частина командування загинула, а Кібрани втратили військову міць через перехід суперкомп'ютера КШІ на бік Серафимів. В Еоні ж стався розкол, частина під назвою Орден примкнула до загарбників, а решта відступили на край галактики.
Колишні противники формують Колоніальну оборонну коаліцію (Colonial Defense Coalition), щоб протидіяти Серафимам. Федерацію очолюють генерали Саманта Кларк, Голл і Флетчер.

### Події гри
Задля утримання позицій гравця відправляють на планету Кларк, де сили Вірних Еону протистоять Ордену. Після утримання Кларку Альянс отримує змогу перейти в наступ.
Вірні Еону повідомляють, що троє їхніх лідерів викрадені на планеті Коперник. Визволивши їх, командувач отримує відомості від лідера Кібранів Брекмена щодо переходу третини Ордену на бік принцеси Бурк. Принцеса переховується на Блакитному небі, однак на неї вже полюють Серафими. Після евакуації Бурк розповідає про Арку, за допомогою якої Серафими збираються стабілізувати розлом та привести свої основні сили. Брекмен же знаходить місцерозташування мейнфрейму КШІ на Перлині II. Командувачу дається завдання знищити мейнфрейм та дістатися до Землі, де встановлена Арка. По успішному виконанню першого завдання Брекмен добуває з КШІ коди Арки.
Тепер, коли Кібрани можуть діяти злагоджено, а в рядах Ордену посіяно хаос, Альянс посилає командувача на Землю. Але знищення Арки ще не означає зупинку Серафимів. Принцеса Бурк викликається увійти в розлом і запечатати його. Біля залишків «Чорного Сонця» відбувається вирішальна битва. Бурк запечатує розлом, не даючи Серафимам присилати підкріплення. Наприкінці звучить промова про необхідність об'єднання всіх фракцій людства для мирного співжиття. Після титрів виявляється, що КШІ вцілів і почав відновлюватися.

## Оцінки й відгуки
Доповнення зібрало позитивні відгуки і високі оцінки, втім, дещо нижчі, ніж оригінальна гра. На агрегаторі Metacritic Supreme Commander: Forged Alliance отримало 81 бал зі 100, тоді як Supreme Commander — 86 балів.
Видання Eurogamer поставило 8 балів з 10, похваливши нововведення, які робялять багатокористувацьку гру видовищнішою і цікавішою, але відгукнувшись про однокористувацьку кампанію як «нікчемну».
В IGN прийшли до подібних висновків, високо оцінивши оновлені інтерфейс, графіку, звук, вдосконалення геймплею, зокрема для багатокористувацьких сутичок. Кампанія була визначена як невиразна і обділена яскравими персонажами. Підсумкова оцінка склала 8,6/10.
Рецензія Gamespot підсумовувалася оцінкою 8,5/10. З переваг називалися масштабні й видовищні битви в кампанії, більш деталізована графіка, цікаві додаткові карти для багатокористувацької гри. Недоліками було визначено підвищені системні вимоги та зменшення значимості ядерної зброї.